# Route nationale 168
Die Route nationale 168, kurz N 168 oder RN 168, war eine französische Nationalstraße.
Sie wurde 1824 zwischen Quiberon und einer Straßenkreuzung mit der Nationalstraße 166 südlich von Dinard festgelegt und geht auf die Route impériale 188 zurück. Die Länge betrug 182,5 Kilometer. 1967 wurde die Straße über die Staumauer des Gezeitenkraftwerk Rance zur Nationalstraße 137 bei Saint-Malo verlängert. Die Länge stieg um 5,5 Kilometer. 1973 wurde zwischen Quiberon und Baud, sowie zwischen Loudéac und Saint-Malo die Straße abgestuft. Von der Nationalstraße 778 übernahm sie den Abschnitt zwischen Loudéac und Saint-Brieuc. 1983 erfolgte die Abstufung der N 168.

## N 168a
Die Route nationale 168A, kurz N 168A oder RN 168A, war eine französische Nationalstraße und von 1933 bis 1973 ein Seitenast der N 168, der von dieser in Moncontour abzweigte und nach Hillion-Saint-René führte. Ihre Länge betrug 15 Kilometer.